# اونل
شهر اونل (به فرانسوی: Honnelles) در شهرستان من  در استان انو  در منطقه فدرال والوون در کشور بلژیک واقع شده‌است.